# Горный конёк

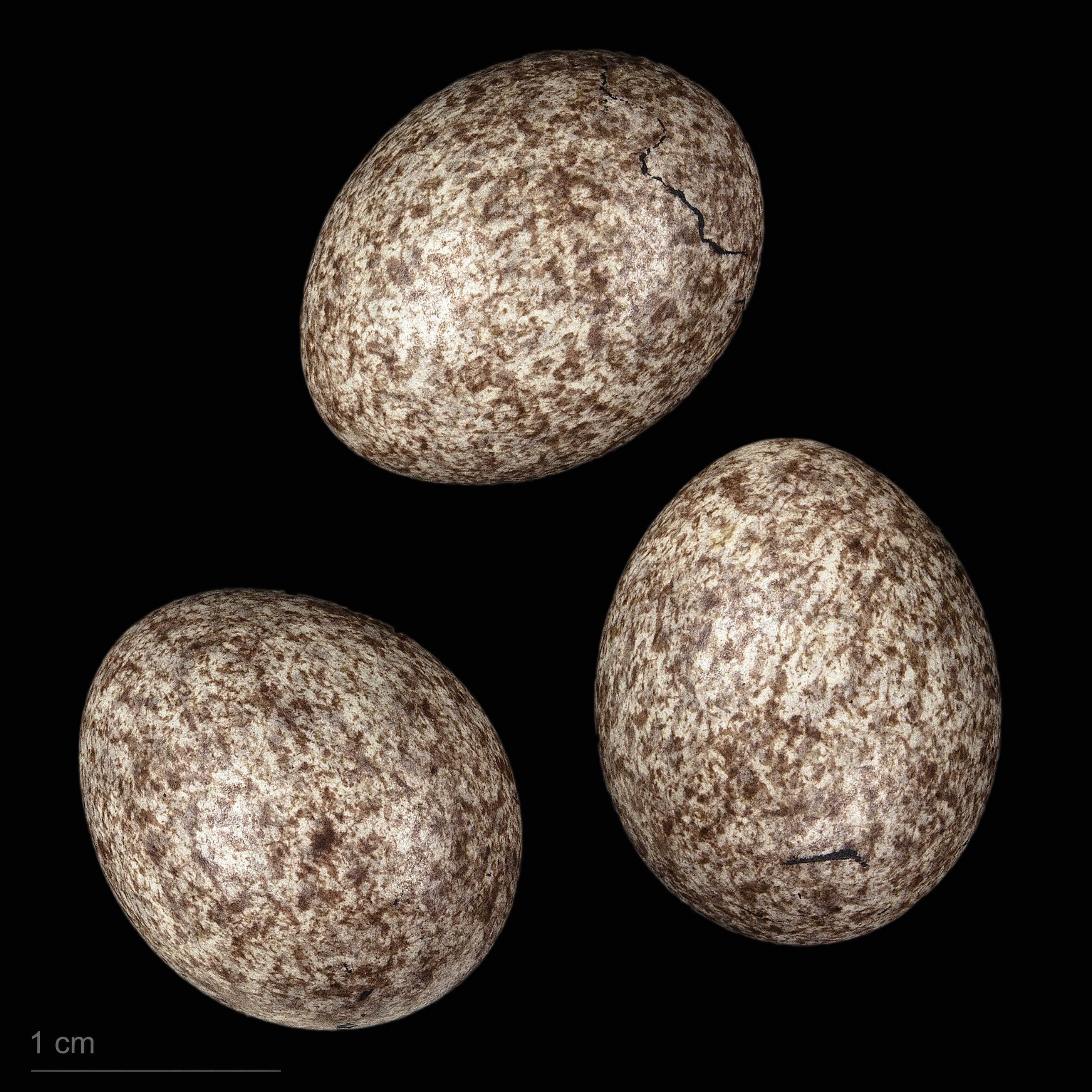
яйцо Anthus spinoletta spinoletta - Тулузский музеум

Горный конёк или береговой конёк (лат. Anthus spinoletta) – маленькая птица из отряда воробьинообразных, которая обитает в горах южной Европы и умеренной южной Азии до Китая. Горные коньки мигрируют на небольшие расстояния по влажным низменностям, таким как болота или затопленные поля. Некоторые птицы мигрируют на север в Англию на зиму, используя преимущества тёплого океанического климата.
Как и многие другие коньки, этот вид тоже незаметен на земле, в основном имея коричневую окраску наверху и полосатую палевую окраску снизу. Они имеют темные ноги, белые перья на хвосте и удлинённые темный клюв. Летом у них меняется цвет перьев: становится розоватая грудь, серая голова и бледные брови. Длина тела 16.5 см. Перелетная птица.
Летом скальный конёк имеет очень похожее оперение, но их можно различить по звукам пения. Голос - тихое "цит-цит" и негромкая песенка. Так же горный конёк значительно меньше, чем скальный Конёк. Горный конёк и американский конёк не водятся в одних и тех же местах, за исключением небольшой области в Центральной Азии.
Горный конёк насекомоядный. Пение похоже на пение скального конька, но состоит примерно из 5 блоков, состоящих примерно из 6 звуков каждый (у скального конька меньше блоков, но они длиннее).
Горный конёк встречается на двух очень разных территориях:
- в тундре и примыкающих к ней высокогорных лугах
- на скалистых морских побережьях

В горах ареал горных коньков распространяется до самой зоны вечной мерзлоты.
Гнёзда создаёт глубоко в укрытиях. Самка в апреле-мае откладывает 4—5 яиц и высиживает их в течение 14—15 дней. Птенцов выкармливают оба родителя. Трудноопределим в природе. От других коньков отличается почти полным отсутствием пестрин в окраске.